# Dactylocalyx subglobosus
Dactylocalyx subglobosus is een sponssoort in de taxonomische indeling van de glassponzen (Hexactinellida). De spons leeft diep in zee. Het skelet van de spons bestaat uit spicula van kiezel.
De spons behoort tot het geslacht Dactylocalyx en behoort tot de familie Dactylocalycidae. De wetenschappelijke naam van de soort werd voor het eerst geldig gepubliceerd in 1867 door Gray.